# 시스템 프로그래밍 언어
시스템 프로그래밍 언어(system programming language)는 시스템 프로그래밍용으로 사용되는 프로그래밍 언어이다. 이러한 언어들은 예를 들면 시스템 소프트웨어 작성을 위해 설계된 것으로 보통은 응용 소프트웨어와 비교할 때 상이한 개발 접근 방식을 요구하는 것이 보통이다.
컴퓨터 소프트웨어는 컴퓨터 하드웨어를 운영하고 제어하기 위해, 또 응용 소프트웨어를 구동하기 위한 플랫폼을 제공하기 위해 설계된다. 시스템 소프트웨어에는 메인보드 펌웨어, 부품 펌웨어(칩셋, 주변 컨트롤러, 가끔은 CPU의 마이크로코드), 바이오스/UEFI, 2단계 부트 로더, 운영 체제,  시스템 관리용 유틸리티, 장치 드라이버, 로더, 동적 링커가 포함된다.

## 역사
최초의 시스템 소프트웨어는 주로 어셈블리어로 작성되었는데 그 이유는 대안이 없었고 오브젝트 코드, 컴파일 시간의 효율성, 디버깅의 용이성의 이유가 있기도 했다. 포트란 등의 응용 프로그램 언어들이 시스템 프로그래밍을 위해 사용되었으나 일부 루틴은 일반적으로 어셈블리어로 작성되어야 했다.